# Now or Never (álbum de Nick Carter)
Now or Never es el álbum debut cómo carrera en solitario del artista pop Nick Carter, de los Backstreet Boys, lanzado en el 2002. El álbum debutó en el puesto número 17 en la primera semana de Billboard 200 cómo álbum pop, vendiendo unas 70.000 copias en su primera semana. En la siguiente, cayó del Top 50. Ha vendido un total de 2.750.000 copias. 
Fueron lanzados tres sencillos del álbum, ninguno tuvo mucho impacto en los charts de USA. El primer sencillo, 'Help Me', alcanzó el número 9 en los sencillos canadienses. 'I Got You', fue un hit menor en Europa.
El primer single del álbum, Help me, ha sido compuesto por Matthew Gerrard y Michele Vice-Maslin, con la producción del propio Gerrard. Se nota además la influencia del rock estadounidense en canciones como I stand for you, y en concreto de artistas que Nick Carter ha escuchado desde su infancia, como Bruce Springsteen, Journey y Bon Jovi. El disco contiene también baladas, como Do I Have to Cry for You? o Heart without a home (I'll be Yours).
El disco tuvo otros dos singles, "Do I Have to Cry for You?" y "I Got You", que no tuvieron el mismo éxito que el primer sencillo "Help Me".

## Listado de canciones
1. Help Me

2. My Confession

3. I Stand for You

4. Do I Have to Cry for You?

5. Girls in the USA (Con Mr. Vegas)

6. I Got You

7. Is It Saturday Yet?

8. Blow Your Mind

9. Miss America

10. I Just Wanna Take You Home

11. Heart Without a Home (I'll Be Yours)

12. Who Needs the World

## Edición Europea
13. Scandalicious

## Edición Israelí
13. Scandalicious

14. End Of Forever

## Edición Japonesa-Australiana
13. Scandalicious

14. Forever Rebel

## Charts
Álbum - Billboard (Norteamérica)
| Año  | Chart         | Posición |
| ---- | ------------- | -------- |
| 2002 | Billboard 200 | 17       |

Sencillos - Billboard (Norteamérica)
| Año  | Sencillo  | Chart                  | Posición |
| ---- | --------- | ---------------------- | -------- |
| 2002 | "Help Me" | Canadian Hot 100       | 9        |
| 2002 | "Help Me" | U.S. Mainstream Top 40 | 36       |

- Datos: Q1202319